# Albert Michotte
Albert Michotte, Baron van den Berck (* 13. Oktober 1881 in Brüssel; † 2. Juni 1965 in Löwen) war ein belgischer Experimentalpsychologe und Hochschullehrer.

## Leben
Er entstammte einer katholischen Adelsfamilie und war das zweite Kind von Edmond Michotte und Marie Bellefroid sowie der jüngere Bruder des Geografen Paul Michotte. Sein Vater war Komponist und Pianist.
Mit 16 Jahren begann er, an der Universität Leuven Philosophie und Naturwissenschaften zu studieren. 1899 erhielt er das Lizenziat für eine Arbeit über die Physiologie und die Psychologie des Schlafes. 1900 promovierte er mit einer Arbeit über die Ästhetik von Herbert Spencer. Dann wandte er sich der Biologie und Physiologie zu und es entstand ein erstes Werk über die Histologie der Nervenzellen. Sein weiteres Interessengebiet wurde die Psychologie, die im 19. Jahrhundert zu einer eigenständigen Wissenschaft mit stark naturwissenschaftlicher Ausrichtung geworden war. Durch Kardinal Désiré-Joseph Mercier, den damaligen Rektor der Katholieke Universiteit Leuven, wurde ihm 1894 ein experimentalpsychologisches Labor an der Universität eingerichtet. Einige seiner Ergebnisse wurden auf dem 5. Internationalen Kongress für Psychologie in Rom vorgestellt, wo er unter anderem Wundts Assistenten Felix Krüger traf. Wegen dieser Kontakte verbrachte er zwischen 1905 und 1908 jeweils ein Semester bei Wilhelm Wundt in dessen Institut in Leipzig. Diese Verbindung war nicht sehr fruchtbar, da sich Wundt zum damaligen Zeitpunkt von der Experimentalpsychologie abgewandt und der Völkerpsychologie zugewandt hatte. Fruchtbarer fielen ein Jahr später die Kontakte mit dem Würzburger Otto Selz aus, dem er viele psychologische Anregungen verdankte. Zurückgekehrt nach Leuven wurde er 1912 zum ordentlichen Professor an der medizinischen Fakultät ernannt und konnte nun seine experimentalpsychologischen Arbeiten fortsetzen. Durch Kriegseinwirkungen wurde sein Institut zu Beginn des Ersten Weltkriegs zerstört und er musste in die Niederlande ausweichen, wo er in Amersfoort und Utrecht internierte belgische Studenten in Psychologie und Pädagogik unterrichtete. 1918 kehrte er nach Leuven zurück und konnte das Institut wieder aufbauen. Er wirkte hier bis zu seiner Emeritierung im Jahr 1952. 1957 gründete er die Société Belge de Psychologie und war deren erster Präsident.

## Privates
Michotte heiratete Lucie Mulle (1885–1958), die durch die Heirat den Titel Baronin Lucie Michotte van den Berck erhielt.

## Werk
Er beschäftigte sich zuerst mit Studien zur Tastempfindung, wandte sich aber bald der experimentellen Untersuchung des Denkens, des Lernens und der Wahlhandlung zu. Dabei konnte er assoziationspsychologische Erklärungsversuche widerlegen und den Nachweis psychischer Eigentätigkeit erbringen. In einer zweiten Periode seines Forschens wurde die Wahrnehmung sein zentrales Thema. Ähnlich wie die Berliner Gestaltpsychologen ging er von der Eigengesetzlichkeit und Eigentätigkeit der Wahrnehmung aus. In seinen wahrnehmungspsychologischen Studien untersuchte er die „Dingkonstanz“, die „scheinbare Realität perspektivischer Zeichnungen“ oder die „phänomenale Kausalität“. Für den letzteren Bereich konzipierte er Filme, in denen verschieden große Objekte sich bewegten. Subjektiv wurden diese Bewegungen beispielsweise als Fortstoßen oder Verfolgen wahrgenommen, also von seinen Versuchspersonen in einen kausalen Zusammenhang gebracht; diese Phänomene werden heute unter den Stichworten Kausalitätswahrnehmung oder Kausalattribuierung weiter untersucht.

## Ehrungen
- 1929 Visiting Professor an der Stanford University
- 1936 Mitglied der Päpstliche Akademie der Wissenschaften in Rom[1]
- 1952 Visiting Professor an der Universität Toronto
- Ehrendoktor der Universitäten Cambridge, Montreal und Nimwegen
- 1950 Mitglied der American Philosophical Society in Philadelphia
- 1954 Erhebung zum Baron Michotte van den Berck durch den belgischen König Baudouin
- 1956 Mitglied der National Academy of Sciences in Washington

## Publikationen (Auswahl)
Monografien
- The Perception of Causality. Routledge, London 2017.
- Gesammelte Werke. Teil: Bd. 2., Die phänomenale Beständigkeit. Verlag Hans Huber, Bern 1983, ISBN 978-3-456-80741-6.
- Gesammelte Werke. Teil: Bd. 1., Die phänomenale Kausalität.  Verlag Hans Huber, Bern 1982, ISBN 978-3-456-80740-9.
- Georges Thinés, Alan Costall und George Butterworth (Hrsg.): Michotte's Experimental Phenomenology of Perception. Routledge, London 2013, ISBN 1-138-99582-7.)

Filme
- Der Realitätscharakter der filmischen Projektion. Philipps-Universität Marburg, Marburg 2003.
- Eugen Diesch, Daniel Durstewitz und Maximilian Herzog: Demonstrationen, der phänomenalen Kausalität nach Albert Michotte, Institut für den wissenschaftlichen Film, Göttingen 1998.